# Jackie Scott
John Scott, noto come Jackie Scott o Johnny Scott (Belfast, 22 dicembre 1933 – Stretford, 16 giugno 1978), è stato un calciatore nordirlandese, di ruolo centrocampista.

## Palmarès

### Club

#### Competizioni nazionali
- Campionato inglese: 1

Manchester United: 1955-1956
- Community Shield: 1

Manchester United: 1952